# بهبودی هفته
بهبودی هفته (به هندی: Hafta Vasuli) یا اخاذی فیلمی محصول سال ۱۹۹۸ و به کارگردانی دیپاک بالراج ویج است. در این فیلم بازیگرانی همچون جکی شروف، آدیتای پانچولی، ایوب خان، مادهو، سادیکا رانداوا، گلشن گروور، لاکسیمیکانت برد ایفای نقش کرده‌اند.